# معدن مس قلعه زری
معدن مس قلعه زری در کنار روستای قلعه زری و در فاصله ۱۸۰ کیلومتری جنوب غرب بیرجند قرار دارد. رگهٔ اصلی معدن دارای طول ۲۰۰۰ متر و ضخامت ۳ تا ۵ متر است که کانسنگ در حال بهره‌برداری آن در عمق ۳۰۰ متری دارای ۲٪ مس و حدود ۰٫۵ گرم در تن طلا است. کنسانتره ۲۴٪ مس این کانسار دارای ۱۷ گرم در تن طلا می‌باشد.